# Coryphaenoides
Genre
Coryphaenoides est un genre de poissons des grands fonds. Leurs espèces font partie des poissons appelés grenadiers.

## Gastronomie
Le filet de grenadier fait partie de la cuisine française (poissons pêchés en Atlantique Nord-Est).

## Espèces
- Coryphaenoides acrolepis  (Bean, 1884)
- Coryphaenoides affinis  (Günther, 1878)
- Coryphaenoides alateralis  (Marshall & Iwamoto, 1973)
- Coryphaenoides altipinnis  (Günther, 1877)
- Coryphaenoides anguliceps  (Garman, 1899)
- Coryphaenoides ariommus  (Gilbert & Thompson, 1916)
- Coryphaenoides armatus  (Hector, 1875)[1]
- Coryphaenoides asper  (Günther, 1877)
- Coryphaenoides asprellus  (Smith & Radcliffe, 1912)
- Coryphaenoides boops  (Garman, 1899)
- Coryphaenoides brevibarbis  (Goode & Bean, 1896)[2]
- Coryphaenoides bucephalus  (Garman, 1899)
- Coryphaenoides bulbiceps  (Garman, 1899)
- Coryphaenoides camurus  (Smith & Radcliffe, 1912)
- Coryphaenoides capito  (Garman, 1899)
- Coryphaenoides carapinus  (Goode & Bean, 1883)[3]
- Coryphaenoides carminifer  (Garman, 1899)
- Coryphaenoides castaneus  (Shcherbachev & Iwamoto, 1995)
- Coryphaenoides cinereus  (Gilbert, 1896)
- Coryphaenoides delsolari  (Chirichigno F. & Iwamoto, 1977)
- Coryphaenoides dossenus  (McMillan, 1999)
- Coryphaenoides dubius  (Smith & Radcliffe, 1912)
- Coryphaenoides fernandezianus  (Günther, 1887)
- Coryphaenoides ferrieri  (Regan, 1913)
- Coryphaenoides filamentosus  (Okamura, 1970)
- Coryphaenoides filicauda  (Günther, 1878)
- Coryphaenoides filifer  (Gilbert, 1896)
- Coryphaenoides grahami  (Iwamoto & Shcherbachev, 1991)
- Coryphaenoides guentheri  (Vaillant, 1888)[4]
- Coryphaenoides gypsochilus  (Iwamoto & McCosker, 2001)[5]
- Coryphaenoides hextii  (Alcock, 1890)
- Coryphaenoides hoskynii  (Alcock, 1890)
- Coryphaenoides lecointei  (Dollo, 1900)
- Coryphaenoides leptolepis  (Günther, 1877)[6]
- Coryphaenoides liocephalus  (Günther, 1887)
- Coryphaenoides longicirrhus  (Gilbert, 1905)
- Coryphaenoides longifilis  (Günther, 1877)
- Coryphaenoides macrolophus  (Alcock, 1889)
- Coryphaenoides marginatus  (Steindachner & Döderlein, 1887)
- Coryphaenoides marshalli  (Iwamoto, 1970)
- Coryphaenoides mcmillani  (Iwamoto & Shcherbachev, 1991)
- Coryphaenoides mediterraneus  (Giglioli, 1893)[7]
- Coryphaenoides mexicanus  (Parr, 1946)
- Coryphaenoides microps  (Smith & Radcliffe, 1912)
- Coryphaenoides microstomus  (McMillan, 1999)
- Coryphaenoides murrayi  (Günther, 1878)
- Coryphaenoides myersi  (Iwamoto & Sazonov, 1988)
- Coryphaenoides nasutus  (Günther, 1877)
- Coryphaenoides oreinos  (Iwamoto & Sazonov, 1988)
- Coryphaenoides orthogrammus  (Smith & Radcliffe, 1912)
- Coryphaenoides paramarshalli  (Merrett, 1983)
- Coryphaenoides profundicolus  (Nybelin, 1957)[8]
- Coryphaenoides rudis  (Günther, 1878)
- Coryphaenoides rupestris  (Gunnerus, 1765)[9]
- Coryphaenoides semiscaber  (Gilbert & Hubbs, 1920)
- Coryphaenoides serrulatus  (Günther, 1878)
- Coryphaenoides sibogae  (Weber & de Beaufort, 1929)
- Coryphaenoides spinulosus  (Gilbert & Burke, 1912)
- Coryphaenoides striaturus  (Barnard, 1925)
- Coryphaenoides subserrulatus  (Makushok, 1976)
- Coryphaenoides thelestomus  (Maul, 1951)[10]
- Coryphaenoides tydemani  (Weber, 1913)
- Coryphaenoides woodmasoni  (Alcock, 1890)
- Coryphaenoides yaquinae  (Iwamoto & Stein, 1974)
- Coryphaenoides zaniophorus  (Vaillant, 1888)